# Rondeletia pedicellaris
Rondeletia pedicellaris är en måreväxtart som beskrevs av Charles Wright. Rondeletia pedicellaris ingår i släktet Rondeletia och familjen måreväxter. Inga underarter finns listade i Catalogue of Life.